# Bezirkssparkasse Eppingen

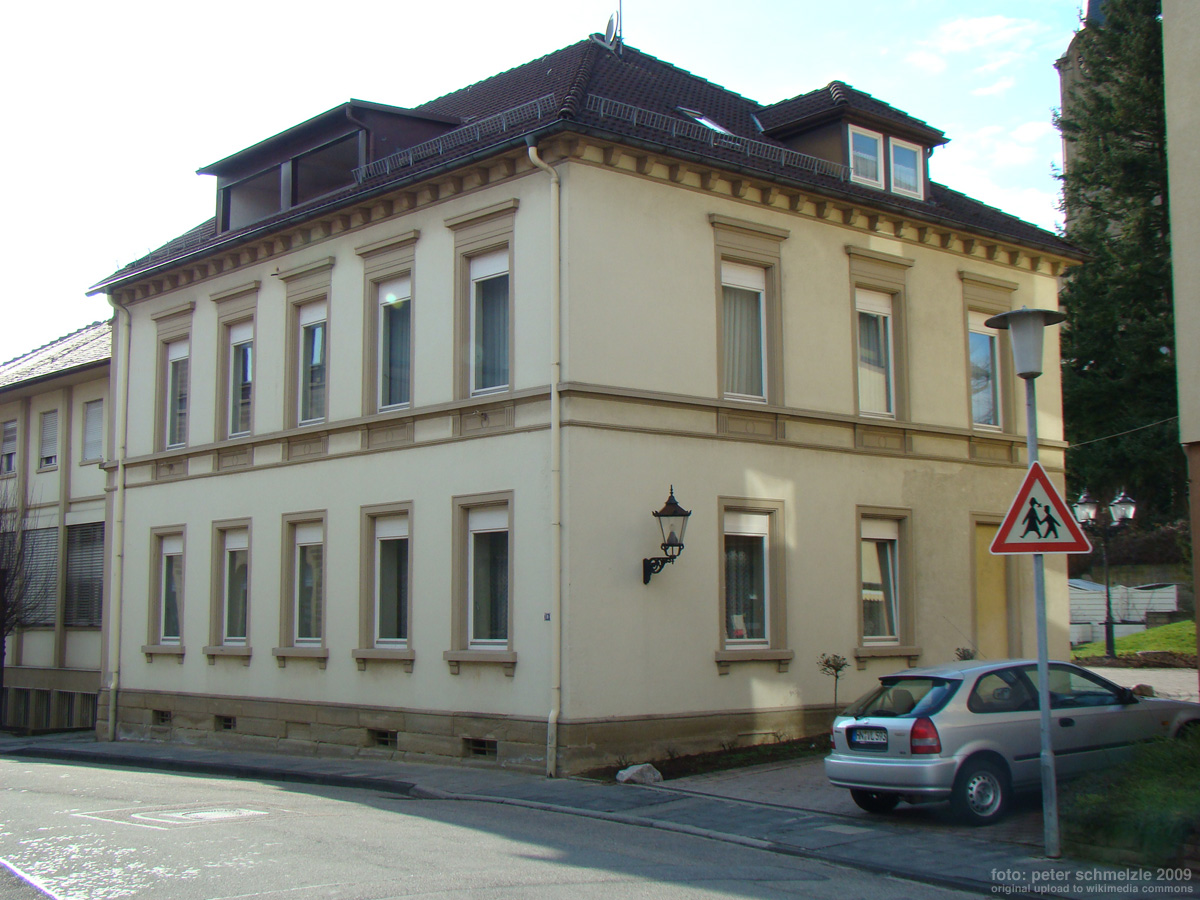
Ehemaliges Bezirkssparkassengebäude in der Ludwig-Zorn-Straße in Eppingen

Die Bezirkssparkasse Eppingen war von 1840 bis 2001 eine selbständige Sparkasse in Eppingen. Sie zählte zu den ersten Sparkassen im heutigen Baden-Württemberg.

## Geschichtlicher Hintergrund
Die Waisenkassen waren die Vorläufer der badischen Sparkassen. Sie wurden gegründet, um sichere Anlagemöglichkeiten für Mündelgelder zu schaffen. Auch sollte den Vormündern und Vermögensverwaltern eine Hilfe bei der Ausübung der durch die Vormundschaft gebotenen Pflichten gegeben werden. Zu Beginn des 19. Jahrhunderts gründeten Städte und Gemeinden Sparkassen, oft an den kommunalen Leihhäusern angegliedert. Sparkassen entstanden zunächst in den größeren Städten wie Karlsruhe (1813), Mannheim (1822), Freiburg (1826), Heidelberg (1831) und Pforzheim (1834).

## Gründung
Das Großherzoglich Badische Innenministerium hatte durch einen Runderlass zu Beginn des Jahres 1840 die Kommunen aufgefordert, Sparkassen zu errichten. Deshalb ergriff der Amtsvorsteher des Bezirksamtes Eppingen Oberamtmann Anton Ortallo die Initiative und lud zu einer Beratung am 15. März 1840 ein, um den Entwurf der Statuten der neu zu gründenden Sparkasse zu besprechen. Eingeladen waren:  Wilhelm (Geheimer Hofrat), Rechtspraktikant Eppinger, Dekan Gaa (evangelischer Pfarrer), Bürgermeister Hochstetter und die Mitglieder des Gemeinderates. Ein Ausschuss wurde gewählt, der die Gründungsversammlung, die am Sonntag, den 29. März 1840 stattfand, vorbereitete. Von dieser Gründungsversammlung, bei der 83 Personen aus dem Amtsbezirk anwesend waren, wurden die Mitglieder des Verwaltungsrates (Oberamtmann Ortallo, Assessor Ruth, Dekanatsverweser Rupp, Bürgermeister Hochstetter, Rechtspraktikant Eppinger, Altrentmeister Gebhardt) und des Ausschusses (Ratschreiber Raußmüller, Wilhelm, Gemeinderat Wittmann, Landchirurg Niebergell, Färber Preusch, Gemeinderat Gebhard) gewählt.
Am 31. März des gleichen Jahres ernannten die beiden Gremien Assessor Ruth zum Vorstand, Rechtspraktikant Eppinger zum ersten Sekretär und Amtsrevisor Scholderer zum Rechner der Sparkasse. Nachdem die staatliche Genehmigung erteilt worden war, erfolgte die Geschäftseröffnung am 21. Juni 1840 in der Wohnung des Rechners Scholderer. Der Name dieser Vereinssparkasse lautete Sparcasse im Bezirksamt Eppingen.

## Weitere Geschichte
Ab 1. Januar 1892 übernahm die Stadt Eppingen die Gemeindebürgschaft und damit die Trägerschaft der Sparkasse. Aus der Vereinssparkasse wurde eine städtische Sparkasse. Die Vereinsmitglieder wurden ausbezahlt, und die zukünftigen ausgeschütteten Gewinne wurden für gemeinnützige Zwecke verwendet. Zum 1. Januar 1935 wurde die Bank in Sparkassen-Gesellschaft des Bezirkes Eppingen umbenannt, und folgende Gemeinden traten als Gewährträger für die Sparkasse ein: Eppingen, Adelshofen, Berwangen, Gemmingen, Ittlingen, Richen, Rohrbach am Gießhübel, Stebbach und Schluchtern. 1937/38 erfolgte der Beitritt der Gemeinden Sulzfeld, Mühlbach, Elsenz, Landshausen und Tiefenbach.
Im Jahr 1875 wurde der erste hauptamtliche Rechner Goswin Weigand eingestellt, dessen Nachfolger 1911 Heinrich Müller wurde. Die Steigerung der Geschäftstätigkeit erforderte eigene Geschäftsräume. 1892 bekam die Sparkasse Räume im Eppinger Rathaus, und 1925 zog die Bank in eine Villa in der Ludwig-Zorn-Straße 10 ein. 1932 wurde die erste Zweigstelle in Sulzfeld eröffnet.

## Synagoge Eppingen
Die jüdische Gemeinde Eppingen – ihre Mitglieder wanderten wegen der nationalsozialistischen Diskriminierung aus oder zogen in größere Städte – verkaufte am 26. Oktober 1938 ihre Synagoge an der Kaiserstraße 6 an die dahinter liegende Bezirkssparkasse. Trotzdem wurde während der Novemberpogrome am 10. November 1938 auch die Eppinger Synagoge geschändet und zum Teil durch Brand zerstört. 1940 wurde sie vollständig abgebrochen und an gleicher Stelle 1956 die neue Sparkassen-Hauptstelle erbaut, die sich dort bis 1983 befand.

## Zeit nach 1945

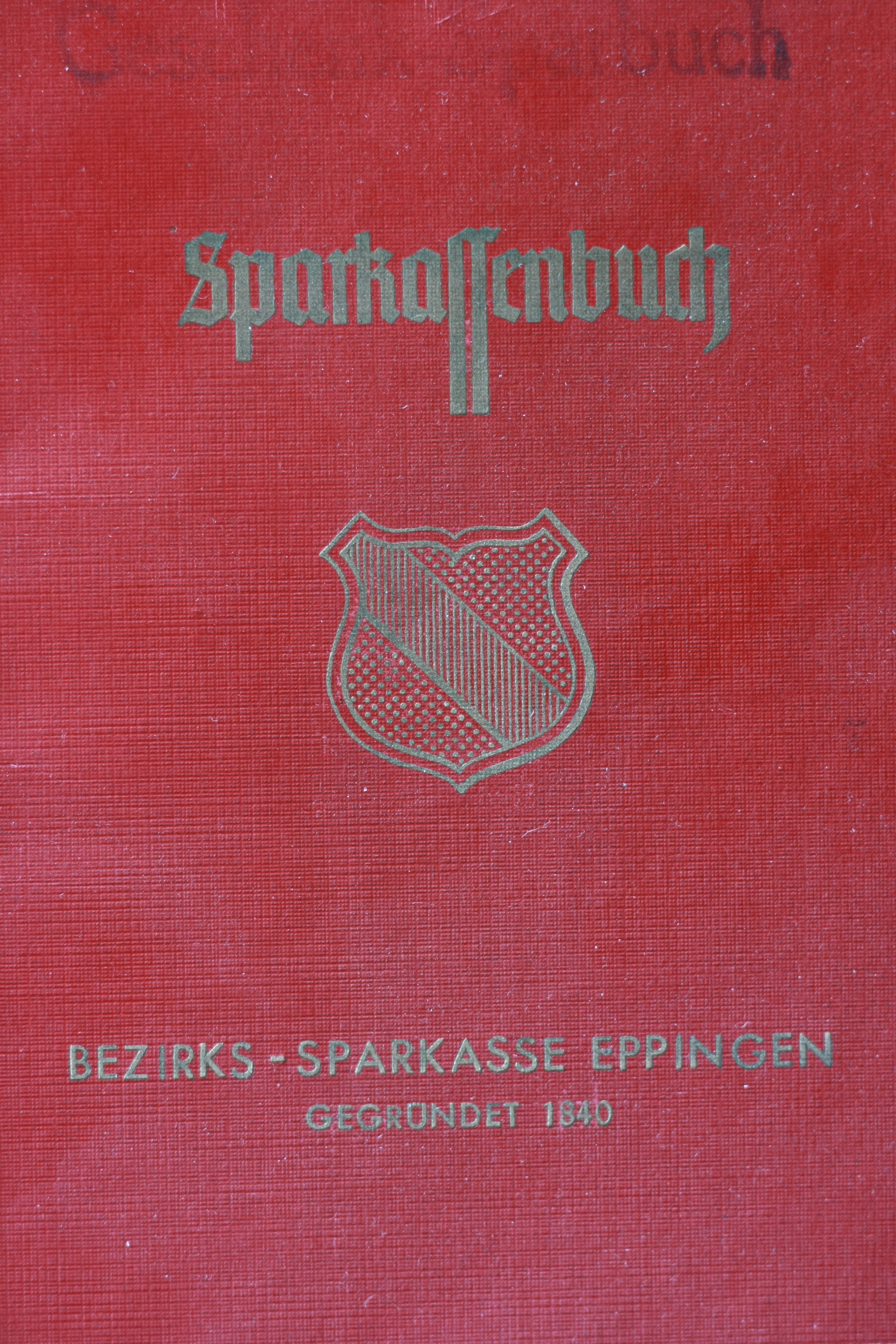
Sparbuch der Bezirkssparkasse Eppingen von 1958

Das Filialnetz wurde nach und nach erweitert und umfasste 11 Zweigstellen in folgenden Gemeinden: Adelshofen, Berwangen, Elsenz, Gemmingen, Ittlingen, Kirchardt, Mühlbach, Richen, Rohrbach am Gießhübel, Stebbach und Sulzfeld. 1983 wurde der Nachkriegsbau in der Kaiserstraße verkauft und der Neubau in der Bahnhofstraße 5 bezogen. 2002 erfolgte die Fusion der Bezirkssparkasse Eppingen mit der Kreissparkasse Heilbronn.

## Geschäftsentwicklung
- 1890: 2.825 Einleger mit 1.965.235 Mark
- 1900: 3.307 Einleger mit 3.144.787 Mark
- 1914: 4 399 Einleger mit 7.084.616 Mark
- 1918: 5 657 Einleger mit 9.083.801 Mark

Umstellung zur Reichsmark am 1. Januar 1924
- 1924: 258 Einleger mit 91.603 Reichsmark
- 1926: 1 373 Einleger mit 679.237 Reichsmark
- 1930: 2 732 Einleger mit 1.946.621 Reichsmark
- 1935: 5 248 Einleger mit 3.349.825 Reichsmark
- 1940: 6 525 Einleger mit 5.144.267 Reichsmark
- 1944: 7 910 Einleger mit 14.139.358 Reichsmark

Umstellung zur D-Mark am 21. Juni 1948
- 1949: 6 075 Sparkonten mit 1.199.975 DM
- 1960: 8 154 Sparkonten mit 6.720.552 DM
- 1970: 11 958 Sparkonten mit 22.267.065 DM
- 1980: 17 440 Sparkonten mit 70.939.304 DM

## Vorsitzende des Verwaltungsrates
- 1840–1841 Maximilian Ruth (Großherzoglicher Amtsassessor)
- 1841–1876 Wilhelm (Geheimer Hofrat)
- 1876–1879 Karl Friedrich Bucherer (Großherzoglicher Gerichtsnotar)
- 1879–1883 Brecht (Großherzoglicher Oberamtmann)
- 1883–1888 Adam Gebhard (Rentner)
- 1888–1891 Weißmann (Großherzoglicher Oberförster)
- 1892–1894 Heinrich Schmelcher (Bürgermeister)
- 1895–1903 Philipp Vielhauer (Bürgermeister)
- 1903–1933 Albert Wirth (Bürgermeister)
- 1933–1936 Karl Doll (Bürgermeister)
- 1937–1945 Karl Zutavern (Bürgermeister)
- 1945–1948 Jakob Dörr (Bürgermeister)
- 1948–1966 Karl Thomä (Bürgermeister)
- 1966–1979 Rüdiger Peuckert (Bürgermeister)
- 1980–2001 Erich Pretz (Bürgermeister)

## Rechner, Geschäftsleiter bzw. Vorstand
- 1840–1845 Scholderer (Großherzoglicher Amtsrevisor)
- 1845–1862 Niebergall (Großherzoglicher Amtschirurg)
- 1862–1875 Johann Bickel (Steuerperäquator)
- 1875–1911 Goswin Weigand (Sparkassenrechner)
- 1911–1931 Heinrich Müller (Sparkassenrechner)
- 1931–1969 Philipp Schmid (Sparkassendirektor)
- 1970–1990 Herbert Goll und Friedhelm May (Sparkassendirektoren)
- 1991 bis zur Fusion mit der Kreissparkasse Heilbronn am 1. Januar 2002: Friedhelm May und Roland Klingenfuß (Sparkassendirektoren)